# كأس إيطاليا 1942–43
كأس إيطاليا 1942–43 (بالإيطالية: Coppa Italia 1942-1943) هو الموسم 10 من كأس إيطاليا. أقيم خلال الفترة 13 سبتمبر 1942 وحتى 30 مايو 1943، وأشرف على تنظيمه اتحاد إيطاليا لكرة القدم، وكان عدد الأندية المشاركة فيه 34، وفاز فيه نادي تورينو.